# Gâlmeia, Prahova
Gâlmeia este un sat în comuna Plopu din județul Prahova, Muntenia, România.
Așezarea este atestată documentar în 1568.
În 1956, localitatea avea 328 de locuitori.